# Teodorowo (gmina Wierzbinek)
Teodorowo – wieś w Polsce położona w województwie wielkopolskim, w powiecie konińskim, w gminie Wierzbinek.
W czasie kampanii wrześniowej 7 września stacjonował tu wchodzący w skład Armii „Poznań” 7 bs. W latach 1975–1998 miejscowość należała administracyjnie do województwa konińskiego.